# Matias Varela
Louis Matias Karl Padin Varela (Estocolmo, 23 de junho de 1980) é um ator sueco, conhecido pela participação na série Narcos.